# '03 Bonnie & Clyde
'03 Bonnie and Clyde è un singolo del rapper statunitense Jay-Z, il primo estratto dal settimo album in studio The Blueprint²: The Gift & the Curse e pubblicato il 10 ottobre 2002.
Scritto da Shawn Carter, Kanye West, Prince, Tupac Shakur, D. Harper, R. Rous e Tyrone Wrice, il singolo ha visto la partecipazione vocale della cantante Beyoncé e presenta un campionamento del brano di Me and My Girlfriend del rapper statunitense Tupac Shakur; la strumentazione è basata su tamburi programmati, strumenti bassi e una chitarra flamenca.
'03 Bonnie & Clyde ha incontrato recensioni favorevoli da parte dei critici musicali, i quali hanno lodato la miscela degli stili musicali di Jay-Z e Beyoncé, la loro collaborazione e la produzione del brano. Il singolo ha raggiunto la numero quattro nella classifica statunitense Billboard Hot 100, diventando il secondo singolo di Jay-Z ad entrare nella top ten Billboard, ed il primo per Beyoncé, come solista. Il singolo ha anche ottenuto una seconda posizione nel Regno Unito. '03 Bonnie & Clyde è stato eletto disco di oro dalla Recording Industry Association of America e disco di platino dall'Australian Recording Industry Association.
Il video musicale di accompagnamento è stato diretto da Chris Robinson e presenta Jay-Z e Beyoncé vestire i panni moderni della coppia di rapinatori di banche Bonnie e Clyde. Il video ha valso una nomination per il miglior video hip-hop agli MTV Video Music Awards 2003.

## La canzone
'03 Bonnie & Clyde ha rappresentato la prima collaborazione tra Jay-Z e Beyoncé. Dopo aver ascoltato il disco The Don Killuminati: The 7 Day Theory di Shakur, il produttore Kanye West propose a Jay-Z che uno dei brani presenti nell'album, Me and My Girlfriend, sarebbe stato un campionamento perfetto per il suo duetto con Beyoncé. West ha dichiarato a MTV di essere stato chiamato al telefono da Jay-Z, il quale voleva un consiglio per il duetto fra lui e Beyoncé: "abbiamo questo pezzo da fare insieme, voglio che sia il miglior ritmo che tu abbia mai fatto". West ha raccontato altri dettagli nell'intervista:
Sono sorte però alcune polemiche in seguito alla decisione di costruire '03 Bonnie & Clyde sul campionamento di Me and My Girlfriend. La vicepresidente di A&R Tina Davis ha dichiarato in un numero musicale: «abbiamo avuto solo un giorno per bonificare il sample che è stato usato in '03 Bonnie and Clyde con Jay-Z e Beyoncé l'anno scorso. Siamo andati avanti e indietro tutto il giorno con Afeni Shakur prima di ottenere l'autorizzazione. E adesso è una hit».

## Struttura
'03 Bonnie & Clyde presenta tamburi e una strumentazione dal vivo con strumenti bassi e corde di chitarra. È dotato anche di un ritmo preso in prestito da Me and My Girlfriend. Il brano si ispira al film giallo statunitense del 1967, Gangster Story, in quanto Jay-Z e Beyoncé si proclamano la versione moderna del duo criminale. Ethan Brown dalla rivista New York ha affermato che la sua patina di chitarra flamenca ricorda quella presente nella collaborazione di Jay-Z con R. Kelly del 2001, Fiesta. Beyoncé fa eco all'hook di Me and My Girlfriend, nel ritornello quando canta "giù a correre davvero fino alla fine, io e il mio ragazzo".
Parte delle parole del testo cantato da Beyoncé sono state usate come sample da If I Was Your Girlfriend dell'artista statunitense Prince. Nella seconda strofa Jay-Z allude alla storia d'amore tra Bobby Brown e Whitney Houston e alla serie televisiva commedia drammatica statunitense Sex and the City quando rappa: "lei guida con me - I nuovi Bobby e Whitney. L'unico momento in cui non parliamo è durante Sex and The city. Metteteci insieme, come potranno fermarci entrambi? Quando sono fuori strada la mammina mi rimette in carreggiata". Poi la strofa continua: "quindi rinchiudiamo questo come dovrebbe essere, la "'O3 Bonnie and Clyde", Hov' e B".
La canzone inoltre campiona Thugs Get Lonely Too, sempre di Tupac Shakur. È il maggior successo commerciale per un singolo di Jay-Z come artista principale, e non come featuring di altri cantanti.

## Pubblicazione
'03 Bonnie & Clyde è stato pubblicato il 10 ottobre 2002 come singolo di lancio dell'album di Jay-Z, The Blueprint²: The Gift & the Curse. Beyoncé ha in seguito inserito il brano come bonus track nelle edizioni internazionali del suo album di debutto da solista, Dangerously in Love, e nel suo album live I Am... Yours: An Intimate Performance at Wynn Las Vegas del 2009. Nel 2003 Now That's What I Call Music! ha scelto '03 Bonnie & Clyde come traccia d'apertura del dodicesimo volume della musica statunitense e come quindicesima nel cinquantaquattresimo volume della musica britannica. Il lancio del singolo è stato il primo indizio della storia d'amore di Beyoncé e Jay-Z, sollevando le chiacchiere a proposito di un relazione fra i due artisti appena fiorita. La storia non era stata resa pubblica prima che Jay-Z partecipasse ai brani di Beyoncé, Crazy in Love e Déjà vu. È stato in seguito annunciato che i due si frequentavano nel periodo della registrazione di '03 Bonnie and Clyde.

## Accoglienza
'03 Bonnie & Clyde ha incontrato il favore di molti giornalisti musicali, che hanno fatto una lode dell'uso dei diversi sample, e si sono interessati alla storia d'amore tra Jay-Z e Beyoncé. Chris Ryan dalla rivista Spin ha descritto '03 Bonnie & Clyde come la mèche di The Blueprint²: The Gift & the Curse, dicendo che consiste in "un festeggiamento casalingo in una casupola grande quanto la Georgia Dome". Marc L. Hill da PopMatters ha visto in essa "una canzone obbligatoria per la radio" dell'album. Dele Fadele da NME ha dato al brano un punteggio di otto stelle sulle dieci possibili, parlando di esso come di "un bel duetto" fra Jay-Z e Beyoncé.
Ethan Brown dalla rivista New York ha definito '03 Bonnie & Clyde un seguito al precedente Bonnie & Clyde Part II di Jay-Z in duetto col rapper Foxy Brown. Erik Parker, giornalista musicale della rivista Vibe, è stato diviso sul sample del brano, scrivendo che fosse "insipido ma ben fatto", e ha elogiato la produzione di West che ha ritenuto "impeccabile". Margena A. Christian dalla rivista Jet ha lodato la collaborazione di Jay-Z e Beyoncé, preferendo per prima cosa "il testo calante" e per seconda "la voce che tuba delicatamente". Chuck Taylor dalla rivista Billboard ha scritto che nonostante non fosse chiaro al tempo se la coppia stesse insieme o meno, il duo aveva creato una musica formidabile insieme. Taylor ha esaltato la capacità del brano di fare mostra di quello in cui ciascun artista eccelle: le strofe "traboccanti" di orgoglio di Jay-Z e i dolci sospiri di Beyoncé.
Rap-Up ha stimato '03 Bonnie & Clyde per aver dato a Beyoncé "un'esperienza da fuorilegge". I membri della redazione della rivista Vibe hanno posto il brano alla numero due in una classifica delle migliori canzoni ispirate a Bonnie and Clyde. In una graduatoria delle 10 canzoni migliori di Jay-Z, Dean Silfenv da AOL ha posizionato '03 Bonnie & Clyde alla numero sei." Popjustice ha classificato '03 Bonnie & Clyde alla numero 66 nel suo elenco dei migliori singoli del 2003. È stato nominato per la miglior collaborazione ai BET Awards 2003, ma ha perso contro Beautiful di Snoop Dogg.

### Contrasti con Toni Braxton
L'8 ottobre 2003, Toni Braxton e i suoi manager hanno fatto una querela sostenendo che '03 Bonnie & Clyde di Jay-Z avesse rubato la sua idea di usare il sample di Me and My Girlfriend di Tupac Shakur del 1996. Braxton aveva usato un sample del brano di Shakur in Me & My Boyfriend, incluso nell'album di Braxton, More Than a Woman del 2002. In un collegamento con una stazione radiofonica di New York, Braxton ha dichiarato che "Jay-Z e Beyoncé hanno fatto i furbi con i miei soldi. Stanno cercando di rubarmi la canzone". Braxton ha sostenuto che il suo brano era stato registrato prima dell'estate 2002 e ha ipotizzato che Jay-Z avesse deciso di fare '03 Bonnie & Clyde solo dopo che lei aveva suonato la sua versione del brano per la Def Jam Recordings.
Kanye West ha risposto al reclamo di Braxton in un'intervista per MTV News, "Non avevo idea che Toni Braxton avesse fatto quella canzone. Non può far finta che nessuno abbia sentito Me and My Girlfriend prima di lei. La gente ascolta quella canzone tutto il tempo. Posso capire le sue lamentele se avesse fatto una canzone originale." West ha difeso il sample, dichiarando che l'idea gli era venuta una sera dopo aver ascoltato l'album di un amico di Makaveli.
Infatti la cantante aveva scritto un brano Me & My Boyfriend, insieme ad Ashanti, ed anche loro avevano campionato il brano di Tupac Shakur. Toni Braxton ha diffuso la notizia a una stazione radio, dichiarando di non avere nulla contro Beyoncé, ma di essere indignata del comportamento di Jay-Z e del produttore Kanye West. Tuttavia il disco di Jay-Z e Beyoncé è stato pubblicato una settimana prima dell'album di Toni Braxton e la questione non è mai stata portata in tribunale.

## Video musicale
Chris Robinson ha diretto il video musicale del brano e filmato in Messico durante il novembre 2002. June Ambrose è stata arruolata come stilista personale, e Lance Reddick appare nel video nelle vesti del commissario sulle tracce della coppia. Il video è liberamente ispirato al film d'azione statunitense del 1993, Una vita al massimo, con protagonisti Christian Slater e Patricia Arquette nelle vesti di due amanti in fuga da spacciatori di cocaina.

## Tracce
CD singolo
1. '03 Bonnie & Clyde (ft. Beyoncé) (Radio Edit) – 3:27
2. U Don't Know (ft. M.O.P.) – 4:27

CD maxi-singolo
1. '03 Bonnie & Clyde (ft. Beyoncé) (Radio Edit)
2. '03 Bonnie & Clyde (feat. Beyoncé) (Album Version)
3. U Don't Know (Remix) (feat. M.O.P.)
4. '03 Bonnie & Clyde (ft. Beyoncé) (Video)

## Successo commerciale
'03 Bonnie & Clyde ha raggiunto la top ten nelle classifiche musicali di sei Paesi europei. Ha raggiunto la numero sei nella classifica della Norvegia e della Danimarca, alla numero otto in quella dell'Italia, e ha raggiunto la vetta di quella della Svizzera. In Canada, il brano ha raggiunto la numero quattro ed è divenuto il singolo che si è classificato più in alto di Jay-Z, prima di essere superato dalla sua Empire State of Mind, cantata con Alicia Keys, del 2009, che ha raggiunto la numero tre. In Regno Unito, '03 Bonnie & Clyde ha raggiunto la numero due, divenendo il suo singolo col posto più alto in classifica da Hard Knock Life (Ghetto Anthem) del 1998. Ha raggiunto la numero quattro nella classifica dei singoli più venduti in Nuova Zelanda, divenendo il suo singolo con il posto più alto in classifica in questo Paese. Il brano è diventato anche il singolo che si è classificato più alto di Jay-Z in Australia, dove ha raggiunto la numero due.

## Classifiche
| Classifica (2003)         | Posizione massima |
| ------------------------- | ----------------- |
| Australia                 | 2                 |
| Austria                   | 28                |
| Belgio (Fiandre)          | 12                |
| Belgio (Vallonia)         | 12                |
| Canada                    | 4                 |
| Danimarca                 | 6                 |
| Finlandia                 | 10                |
| Francia                   | 25                |
| Germania                  | 6                 |
| Irlanda                   | 8                 |
| Italia                    | 8                 |
| Norvegia                  | 6                 |
| Nuova Zelanda             | 4                 |
| Paesi Bassi               | 5                 |
| Regno Unito               | 2                 |
| Stati Uniti               | 4                 |
| Stati Uniti (R&B/hip-hop) | 5                 |
| Stati Uniti (pop)         | 7                 |
| Svezia                    | 14                |
| Svizzera                  | 1                 |